# Budynek przy ul. Okólnej 37/41 w Toruniu
Budynek przy ul. Okólnej 37/41 w Toruniu – dawne niższe seminarium duchowe znajdujące się w Stawkach (ob. części Torunia).
Budynek powstał na początku XX w., gdy Toruń należał jeszcze do Królestwa Prus i wówczas znajdował się tu hotel Kaiserhof Park.
Po odzyskaniu przez Polskę niepodległości budynek przejęli redemptoryści. W 1921 roku w Stawkach utworzyli oni juwenat. Ze względu na sąsiedztwo z poligonem oraz zbyt małą powierzchnię budynku, w latach 30. redemptoryści rozpoczęli budowę klasztoru i kościoła na Bielanach. Po przeniesieniu się redemptorystów na Bielany, budynek przejęło Wojsko Polskie.
W czasie II wojny światowej w budynku mieściła się siedziba komendantura Stalagu XX A.